# Planet Labs
Planet Labs PBC (auparavant Planet Labs Inc. et Cosmogia Inc.) est une entreprise américaine qui fabrique et exploite des nano-satellites de type CubeSat (quelques kilogrammes) réalisant des images depuis l'orbite. Planet Labs commercialise les images produites notamment pour des applications dans le domaine de la cartographie, de suivi des désastres et de gestion des ressources agricoles. 
La société, fondée en 2010, a lancé ses premiers prototypes en 2013. Début 2017, elle dispose d'environ 60 satellites opérationnels. En complément, la société a également racheté deux des acteurs de l'imagerie satellitaire utilisant des satellites plus lourds et fournissant des images de haute résolution : RapidEye en 2015 puis Terra Bella en 2017.

## Historique
Planet Labs est créée sous l'appellation Cosmogia Inc. en 2010 par des scientifiques et des ingénieurs de la NASA avec l'objectif d'exploiter le potentiel des CubeSats dans le domaine de l'imagerie satellitaire. Les premiers prototypes du satellite Dove sont lancés en 2013 et un déploiement plus massif de satellites opérationnels, appelés Flock commence en 2014. 
En juillet 2015, Planet Labs acquiert la société allemande BlackBridge, exploitant 5 satellites RapidEye nettement plus lourds (150 kg) qui sont placés sur une orbite héliosynchrone et fournissent des images avec une résolution spatiale de 1 mètre.
En février 2017, Planet Labs acquiert Terra Bella, anciennement Skybox Imaging, acquis par Google en 2014, en échange de la signature d'un contrat d'approvisionnement en image satellitaire pour Google. Cette société dispose de 7 satellites d'une centaine de kilogrammes fournissant des images à haute résolution.

## Flottes de satellites

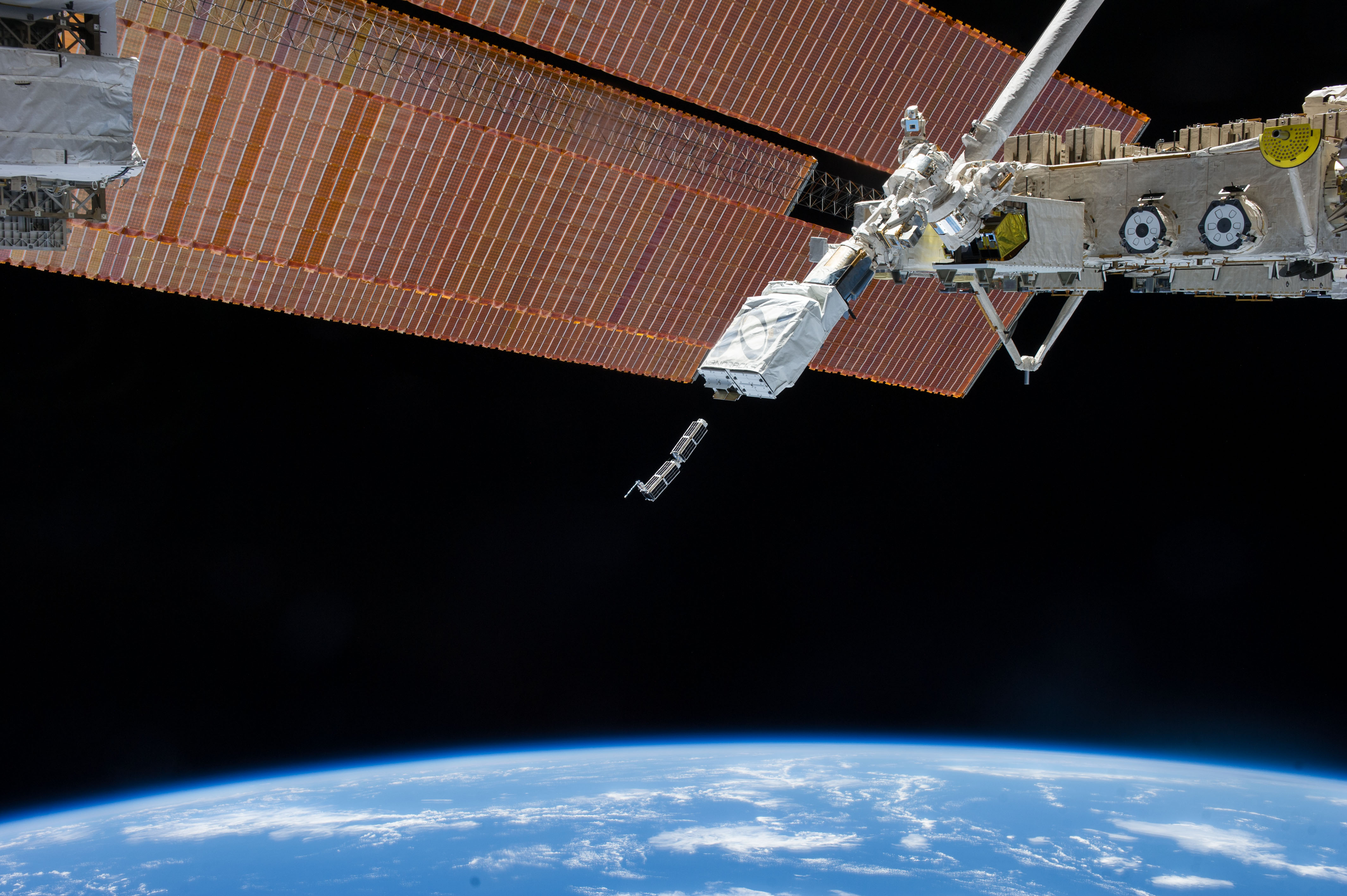
Lancement de deux satellites Dove depuis la Station spatiale internationale.

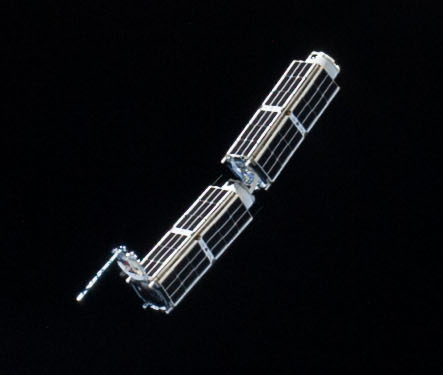
Détail des deux satellites.

Grâce à la miniaturisation des composants, rendant le déploiement de satellites en orbite moins couteux, la société dispose d'un grand nombre de satellites, ce qui lui permet d'assurer une fréquence de survol rapprochée. C'est dans cette logique qu'elle a conçu et développé les nano-satellites Flock.
À la suite des reprises des activités de BlackBridge et de Terra Bella, Planet Labs dispose également de 2 autres constellations de satellites : les 8 micro-satellites SkySat de Terra Bella et les 5 micro-satellites RapidEye (jusqu'en 2020, où ces 5 satellites sont retirés du service).
Depuis 2023, Planet déploie une nouvelle génération de satellites avec les Pelican.

### Satellites Flock
Les images satellitaires de Planet Labs sont collectées principalement par une constellation de satellites Flock, basés sur les prototypes Dove (Dove 1 à Dove 4 lancés en 2013). Les caractéristiques des satellites Flock ont légèrement évolué au fur et à mesure des déploiements. Leur déploiement s'effectue par vagues pouvant comprendre jusqu'à 30 satellites par lancement. La mise en orbite utilise des lanceurs variés (Falcon 9, Soyouz, Dnepr, PSLV, H-IIB, Antares,...). Ces satellites constituent une charge utile secondaire.
Un satellite Flock est un CubeSat 3U (10 × 10 × 30 cm) d'environ 5 kg stabilisé 3 axes et ne dispose d'aucune source de propulsion. L'énergie est fournie par des panneaux solaires en partie fixe et en partie déployés en orbite. Les communications sont assurées en bande S pour les images, avec un débit de 115 kilobits par seconde. La charge utile est constituée par une caméra Planet Scope fournissant une image de la surface de la Terre avec une résolution spatiale comprise entre 3 et 5 mètres.
Selon qu'ils sont placés sur l'orbite de la Station spatiale internationale ou sur une orbite héliosynchrone leur durée de vie est de 1 à 2 ou 3 ans.
Depuis 2013, plus de 650 satellites ont été placés en orbite. Compte tenu de leur faible durée de vie, il reste difficile d'estimer le nombre réel de satellites opérationnels,.
L'objectif de Planet Labs est de disposer d'environ 100 satellites opérationnels sur une orbite héliosynchrone pour pouvoir fournir des images actualisées avec une fréquence quotidienne de n'importe quel point de la planète.

### Satellites Pelican
Depuis 2023, Planet déploie de nouveaux satellites qui visent à remplacer les satellites SkySat. Ces satellites, appelés Pelican et orbitant à une altitude de 500 km, offrent une résolution de 30 cm (à comparer aux 50 cm des satellites SkySat), pour un poids légèrement supérieur (160 kg contre 120 kg).
Le nombre total de satellites de ce type pourrait atteindre 32. Après l'envoi du 1er exemplaire le 11 novembre 2023, le 2e satellite a été lancé le 4 janvier 2025.